# Premio Xavier Villaurrutia
El Premio Xavier Villaurrutia de Escritores para Escritores es un reconocimiento literario mexicano establecido en 1955, por iniciativa de Francisco Zendejas Gómez, escritor y crítico literario. Se otorga cada año al mejor libro editado en el país.
Se concedió de manera retroactiva en su primera entrega a Pedro Páramo, novela de Juan Rulfo. Sociedad de Amigos de Xavier Villaurrutia fue el nombre original de la instancia calificadora que lo concede, y más tarde, tras la muerte de Alfonso Reyes (1959), uno de sus integrantes más destacados, se denominó Sociedad Alfonsina Internacional (SAI). En la actualidad, las instituciones que otorgan el Premio Xavier Villaurrutia son la Sociedad Alfonsina Internacional y el Consejo Nacional para la Cultura y las Artes (Conaculta), a través del Instituto Nacional de Bellas Artes (INBA) de México.[cita requerida]
Su propósito ha sido el de estimular y difundir la producción de las letras mexicanas. Cobra especial renombre por ser un premio que los propios escritores otorgan a sus colegas. Se entrega cada año, durante el mes de febrero, y premia cualquier obra que el jurado considere merecedora del galardón, siempre que se publique en México. En ocasiones, se ha premiado a más de un escritor, y a veces no se ha premiado una obra sino toda una trayectoria.[cita requerida]

## Lista de ganadores del premio
| Año  | Autor                                                   | Obra                                                             |
| ---- | ------------------------------------------------------- | ---------------------------------------------------------------- |
| 1955 | Juan Rulfo                                              | Pedro Páramo (novela)                                            |
| 1956 | Octavio Paz                                             | El arco y la lira (ensayo)                                       |
| 1957 | Declarado desierto                                      | Declarado desierto                                               |
| 1958 | Josefina Vicens                                         | El libro vacío (novela)                                          |
| 1959 | Marco Antonio Montes de Oca                             | Delante de la luz cantan los pájaros (poesía)                    |
| 1960 | Rosario Castellanos                                     | Ciudad Real (cuentos)                                            |
| 1961 | Declarado desierto                                      | Declarado desierto                                               |
| 1962 | Declarado desierto                                      | Declarado desierto                                               |
| 1963 | Elena Garro                                             | Los recuerdos del porvenir (novela)                              |
| 1963 | Juan José Arreola                                       | La feria (novela)                                                |
| 1964 | Homero Aridjis                                          | Mirándola dormir (poesía)                                        |
| 1965 | Salvador Elizondo                                       | Farabeuf o la crónica de un instante (novela)                    |
| 1966 | Fernando del Paso                                       | José Trigo (novela)                                              |
| 1967 | José Revueltas                                          | Trayectoria literaria                                            |
| 1968 | Suspendido                                              | Suspendido                                                       |
| 1969 | Suspendido                                              | Suspendido                                                       |
| 1970 | Eduardo Lizalde                                         | El tigre en la casa (poesía)                                     |
| 1971 | Carlos Montemayor                                       | Las llaves de Urgell (cuento)                                    |
| 1972 | Juan García Ponce                                       | Encuentros (cuento)                                              |
| 1972 | Gabriel Zaid                                            | Leer poesía (ensayo)                                             |
| 1972 | Hugo Hiriart                                            | Galaor (novela)                                                  |
| 1972 | Jaime Sabines, Ernesto Mejía Sánchez                    | Trayectoria literaria                                            |
| 1973 | Federico Arana                                          | Las jiras (novela)                                               |
| 1973 | Esther Seligson                                         | Otros son los sueños (novela)                                    |
| 1973 | José Emilio Pacheco                                     | El principio del placer (cuento)                                 |
| 1973 | Tomás Segovia                                           | Terceto (poesía)                                                 |
| 1973 | Héctor Azar                                             | Los juegos de azar: seis obras en un acto (teatro)               |
| 1974 | Arturo Azuela                                           | El tamaño del infierno (novela)                                  |
| 1974 | Julieta Campos                                          | Tiene los cabellos rojizos y se llama Sabina (novela)            |
| 1974 | Gustavo Sainz                                           | La princesa del Palacio de Hierro (novela)                       |
| 1974 | Manuel Echeverría (Rechazó el premio)                   | Un redoble muy largo (novela)                                    |
| 1975 | Carlos Fuentes                                          | Terra nostra (novela)                                            |
| 1975 | Augusto Monterroso                                      | Antología personal (cuento)                                      |
| 1975 | José Vázquez Amaral                                     | Ezra Pound, cantares completos (ensayo)                          |
| 1975 | Efraín Huerta                                           | Trayectoria literaria                                            |
| 1976 | Tita Valencia                                           | Minotauromaquia (poesía)                                         |
| 1976 | Jorge Enrique Adoum                                     | Entre Marx y una mujer desnuda (novela)                          |
| 1976 | Daniel Leyva                                            | Crispal (novela)                                                 |
| 1976 | Enrique González Rojo Arthur                            | El quíntuple balar de mis sentidos (poesía)                      |
| 1977 | Silvia Molina                                           | La mañana debe seguir gris (novela)                              |
| 1977 | Jaime Reyes                                             | Isla de raíz amarga, insomne raíz (poesía)                       |
| 1977 | Amparo Dávila                                           | Árboles petrificados (cuento)                                    |
| 1977 | Luis Mario Schneider                                    | La resurrección de Clotilde Goñi (novela)                        |
| 1978 | José Luis González                                      | Balada de otro tiempo (novela)                                   |
| 1978 | Isabel Fraire                                           | Poemas en el regazo de la muerte (poesía)                        |
| 1978 | Emiliano González                                       | Los sueños de la Bella Durmiente (cuento)                        |
| 1978 | Ulalume González de León                                | El riesgo del placer (ensayo)                                    |
| 1979 | Carlos Eduardo Turón                                    | La libertad tiene otro nombre (poesía)                           |
| 1979 | Inés Arredondo                                          | Río subterráneo (cuento)                                         |
| 1980 | Sergio Fernández Cárdenas                               | Segundo sueño (novela)                                           |
| 1980 | Fernando Curiel                                         | Onetti: obra y calculado infortunio (ensayo)                     |
| 1980 | Jesús Gardea                                            | Septiembre y los otros días (cuento)                             |
| 1980 | Alí Chumacero                                           | Trayectoria literaria                                            |
| 1981 | Margarita Villaseñor                                    | El rito cotidiano (poesía)                                       |
| 1981 | Jaime del Palacio                                       | Parejas (novela)                                                 |
| 1981 | Noé Jitrik                                              | Fin del ritual (novela)                                          |
| 1981 | Sergio Pitol                                            | Nocturno de Bujara (cuento)                                      |
| 1982 | Alberto Dallal                                          | El «dancing» mexicano (ensayo)                                   |
| 1982 | Eraclio Zepeda                                          | Andando el tiempo (cuento)                                       |
| 1982 | Luisa Josefina Hernández                                | Apocalipsis cum figuris (teatro)                                 |
| 1982 | Francisco Cervantes                                     | Cantado para nadie (poesía)                                      |
| 1983 | Serge I. Zaïtzeff                                       | El arte de Julio Torri (ensayo)                                  |
| 1983 | Carlos Illescas                                         | Usted es la culpable (poesía)¨                                   |
| 1983 | María Luisa Puga                                        | Pánico o peligro (novela)                                        |
| 1983 | Héctor Manjarrez                                        | No todos los hombres son románticos (novela)                     |
| 1984 | Jomi García Ascot                                       | Antología personal: poesía (poesía)                              |
| 1984 | Carmen Alardín                                          | La violencia del otoño (poesía)                                  |
| 1984 | Arturo González Cosío                                   | El pequeño bestiario ilustrado (poesía)                          |
| 1984 | Margo Glantz                                            | Síndrome de naufragios (cuento)                                  |
| 1984 | Lisa Block de Behar                                     | Una retórica del silencio (ensayo)                               |
| 1985 | Angelina Muñiz-Huberman                                 | Huerto cerrado, huerto sellado (cuento)                          |
| 1986 | Sergio Galindo                                          | Otilia Rauda (novela)                                            |
| 1986 | Federico Patán López                                    | Último exilio (novela)                                           |
| 1987 | Alberto Ruy Sánchez                                     | Los nombres del aire (novela)                                    |
| 1987 | Bárbara Jacobs                                          | Las hojas muertas (novela)                                       |
| 1988 | Álvaro Mutis                                            | Ilona llega con la lluvia (novela)                               |
| 1988 | Ernesto de la Peña                                      | Las estratagemas de Dios (cuento)                                |
| 1989 | Carmen Boullosa                                         | Antes, La salvaja y Papeles irresponsables (novela)              |
| 1989 | Guillermo Sheridan                                      | Un corazón adicto: la vida de Ramón López Velarde (ensayo)       |
| 1990 | José Luis Rivas                                         | Brazos de mar (poesía)                                           |
| 1990 | Emilio García Riera                                     | El cine es mejor que la vida (memorias)                          |
| 1991 | Vicente Quirarte                                        | El ángel es vampiro (poesía)                                     |
| 1991 | Gerardo Deniz                                           | Amor y oxidente                                                  |
| 1992 | Daniel Sada                                             | Registro de causantes (cuento)                                   |
| 1992 | Marco Antonio Campos                                    | Antología personal (poesía)                                      |
| 1993 | Jorge López Páez                                        | Los cerros azules (novela)                                       |
| 1994 | Francisco Hernández Pérez                               | Moneda de tres caras (poesía)                                    |
| 1995 | Carlos Monsiváis                                        | Los rituales del caos (crónica)                                  |
| 1996 | Jaime Labastida                                         | Animal de silencios y La palabra enemiga (poesía)                |
| 1997 | Jorge Ruiz Dueñas                                       | Habitaré su nombre y Saravá (poesía)                             |
| 1998 | Ignacio Solares                                         | El sitio (novela)                                                |
| 1999 | Juan Villoro                                            | La casa pierde (cuento)                                          |
| 2000 | Vicente Leñero                                          | La inocencia de este mundo (antología)                           |
| 2001 | Mario Bellatin                                          | Flores (novela)                                                  |
| 2002 | Juan Bañuelos                                           | A paso de hierba (poesía)                                        |
| 2002 | Hugo Gutiérrez Vega                                     | Peregrinaciones. Poesía 1965-2001 Bazar de asombros II (poesía)  |
| 2003 | Coral Bracho                                            | Ese espacio, ese jardín (poesía)                                 |
| 2003 | Pedro Ángel Palou García                                | Con la muerte en los puños (novela)                              |
| 2004 | Christopher Domínguez Michael                           | Vida de Fray Servando (ensayo)                                   |
| 2005 | David Huerta                                            | Versión (poesía)                                                 |
| 2006 | Alejandro Rossi                                         | Edén. Vida imaginada (novela)                                    |
| 2007 | Elsa Cross                                              | Cuaderno de Amorgós (poesía)                                     |
| 2007 | Pura López Colomé                                       | Santo y Seña (poesía)                                            |
| 2008 | Adolfo Castañón                                         | Viaje a México. Ensayos, crónicas y retratos (ensayo)            |
| 2009 | Tedi López Mills                                        | Muerte en la rúa Augusta (poesía)                                |
| 2010 | Sergio Mondragón                                        | Hojarasca (poesía)                                               |
| 2011 | Felipe Garrido                                          | Conjuros (cuentos)                                               |
| 2011 | Enrique Sealtiel Alatriste y Lozano (Rechazó el premio) | Geografía de la ilusión y Ensayo sobre la ilusión (novela)       |
| 2012 | Myriam Moscona                                          | Tela de Sevoya (novela)                                          |
| 2013 | José de la Colina                                       | De libertades fantasmas o de la literatura como juego (ensayo)   |
| 2014 | Álvaro Uribe                                            | Autorretrato de familia con perro (novela)                       |
| 2015 | Jorge Aguilar Mora                                      | Sueños de la razón, 1799 y 1800. Umbrales del siglo XIX (ensayo) |
| 2016 | Alberto Blanco                                          | El canto y el vuelo (poesía)                                     |
| 2017 | David Toscana                                           | Olegaroy (novela)                                                |
| 2018 | Fabio Morábito                                          | El lector a domicilio (novela)                                   |
| 2019 | Enrique Serna                                           | El vendedor de silencio (novela)                                 |
| 2020 | Malva Flores                                            | Estrella de dos puntas (ensayo)                                  |
| 2021 | Cristina Rivera Garza                                   | El invencible verano de Liliana (novela)                         |
| 2022 | Gonzalo Celorio Blasco                                  | Mentideros de la memoria (novela)                                |
| 2023 | Christian Peña                                          | Quirón (poesía)                                                  |
| 2024 | Mónica Nepote                                           | Las trabajadoras (poesía)                                        |